# 권태림
권태림(權泰林, 1909년 10월 15일~1976년 7월 31일)은 한국의 독립운동가이다. 호(號)는 국선(菊仙)이다.

## 생애

### 주요 이력
대한제국 한성부 성북방 정릉동 822-38번지에서 출생하였으며 지난날 한때 일제 강점기 조선 경성부 종로방 명륜정에서 잠시 유아기를 보낸 적이 있고 그 후 국민정부 시대 중화민국 대륙 본토 만저우 지방 지린 성 창춘과 일제 강점기 조선 충청북도 진천에서 잠시 유년기를 보낸 적이 있는 그는 1928년 경상북도 대구사범학교를 졸업하고 경상북도 대구수창보통학교 교원에 임용되었는데 1년 후 1929년 대구(大邱) 수창보통학교(壽昌普通學校) 교원 시절 프롤레타리아 문예 연구를 위한 '권대(拳隊)'라는 독립 운동 촉구 비밀 결사를 조직하여 독립운동을 전개하였다. 대구사범학교 재학 당시부터 프롤레타리아 문예에 심취해 있었던 그는 학생 및 청년 계몽을 위한 특정 비밀 결사의 필요성을 느끼고 있었다. 마침내 1929년 11월 16일 밤 김동환(金東煥, 대구사범학교 선배)·김용갑(金龍甲, 대구사범학교 동기) 등과 함께 대구부 덕산정(德山町) 오포산(午砲山)에 모여 청년계몽운동을 목적으로 한 특정 비밀 결사를 조직하기로 하였다. 이들은 교원으로 복무하면서 목적 달성을 위해 자금을 저축하고 교원 의무 연한이 종료하는 1933년에 일제히 사직하고 잡지를 발간하여 무산자의 지도 교양을 위하여 힘쓰기로 합의하였다. 결국 1929년 11월 24일 김동환의 송별회에서 앞의 비밀결사 '권대'를 조직하고, 26일 그의 하숙집에 모여 김용갑은 강령을 필사하여 각 1매씩 분배하고 조직을 완료하고 활동에 들어갔다. 권태림은 이러한 활동을 펼치다 일경에 체포되어 1930년 11월 8일 대구지방법원에서 소위 치안유지법 위반으로 징역 1년 6개월형을 선고받고 옥고를 치렀으며 1932년에 만기출감하였다.
그 후 경상남도 부산에서 시인과 수필가 겸 서예가로 활약하던 중 1945년 경상남도 부산에서 8·15 조선 광복을 목도 후 1946년 5월에서 1948년 5월까지 한국독립당 당무위원 직위를 잠시 지냈다.
1970년 자유중화민국 타이완 타이베이에서 잠시 거주하다가 1년 후 1971년 대한민국에 귀국을 하였으며 그 후 만성 저혈압을 앓던 중 1976년 7월 30일을 기하여 대한민국 서울 마포구 서교동 사저에서 갑자기 쓰러졌으며 이튿날 1976년 7월 31일을 기하여 병사(별세)하였다.

## 사후
대한민국 정부는 고인의 공훈을 기리고자 2009년 3월 1일을 기하여 대한민국 건국포장을 추서하였다. 그의 유해는 국립 대전현충원에 안장되어 있다.